# Diafonia
En telecomunicacions, es diu que entre dos circuits hi ha diafonia, denominada en anglès crosstalk (XT), quan una part dels senyals presents en un d'aquests, dit circuit pertorbador, apareix en l'altre, anomenat circuit pertorbat.
La diafonia, en el cas de cables de parell trenat es presenta generalment a causa d'acoblaments magnètics entre els elements que componen els circuits pertorbadors i pertorbat o a conseqüència de desequilibris d'admitància entre els fils d'ambdós circuits. La diafonia es mesura com l'atenuació que existeix entre el circuit pertorbador i el pertorbat, per això també se'n diu atenuació de diafonia.

## Intel·ligibilitat de la diafonia
Segons com siguin percebuts els senyals pertorbadors, generats en un circuit a conseqüència de la diafonia, aquests poden ser intel·ligibles o no intel·ligibles.
Com el mateix terme indica, la diafonia intel·ligible és aquella en què en el circuit pertorbat s'escolta i s'entén la conversa que es cursa pel circuit pertorbador.
A banda de la interferència en si i la consegüent pèrdua de qualitat, aquest tipus de diafonia és altament perillós, ja que suposa un risc per la confidencialitat en les comunicacions que les empreses operadores de telefonia estan obligades a protegir, pel que es recomana per la UIT que la diferència entre el nivell del senyal útil i el nivell de la diafonia entre els diversos parells d'un mateix cable no pot ser inferior a 58 dB per al 90% de les combinacions de dos circuits i de 52 dB per a la totalitat de les combinacions.
Hi ha casos en què la diafonia és inintel·ligible, la qual cosa fa que en el circuit pertorbat només es percebi com un soroll afegit. Això succeeix quan la natura dels senyals transmesos per ambdós circuits són diferents, per exemple: analògic en un i digital en l'altre o quan s'utilitza la multiplexació per divisió de freqüència i no coincideixen les portadores dels sistemes de transmissió emprats en cada un dels circuits.
De fet, en l'època en què aquest tipus de multiplexació era àmpliament utilitzat, es recorria a disposar de diverses versions d'un mateix sistema amb les portadores desplaçades 1 o 2 kHz un respecte a un altre, la qual cosa feia que la diafonia fos sempre inintel·ligible.
En el cas de senyals digitals en ambdós circuits, l'objectiu és que la diafonia es mantingui dintre d'uns límits tals que el senyal interferent no pugui ser reconegut com a senyal útil en el receptor del sistema pertorbat.

## Telediafonia i paradiafonia
Per a la mesura de la diafonia s'envia un senyal, d'un nivell de tensió conegut, pel circuit pertorbador i es mesura el nivell de tensió rebut en el circuit pertorbat. Segons on es realitzi la mesura en el circuit pertorbat obtindrem valors diferents. Així doncs parlarem de paradiafonia quan la mesura es faci en l'extrem proper i telediafonia quan la mesura es faci en l'extrem llunyà.

### Telediafonia

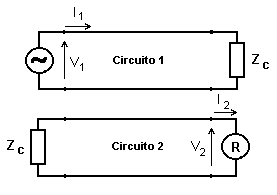
'.- Disposició dels elements per a la mesura de la telediafonia

La disposició dels elements per a la mesura de la telediafonia, denominada en anglès Far end crosstalk (FEXT), es mostra a la Figura 1, on es pot veure com en el Circuit 1 tenim un generador, que envia un senyal de nivel V1, en un extrem, mentre que l'altre extrem està acabat amb una impedància Zc igual a la impedància característica del circuit.
El Circuit 2, està carregat en l'extrem emissor amb Zc i en l'extrem llunyà tenim un mesurador de nivell (R) en el qual es mesura un cert nivell de senyal V₂ corresponent a la diafonia.
De la relació en decibels existent entre V1 i V₂ se'n diu atenuació de telediafonia (αt) i el seu valor el podem expressar com:
{\displaystyle {\alpha _{t}}=20\cdot \log {\frac {V_{1}}{V_{2}}}} (dB)

### Paradiafonia

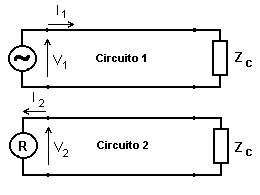
'.- Disposició dels elements per a la mesura de la paradiafonia

La disposició dels elements per a la mesura de la paradiafonia, anomenada en anglès Near end crosstalk (NEXT), es mostra en la Figura 2, en la qual apareixen ambdós circuits acabats en la seva impedància característica Zc en l'extrem llunyà, mentre que en l'extrem proper l'emissor es troba connectat al Circuit 1 i l'aparell de mesura en el Circuit 2.
De la relació en decibels existent entre V1 i V₂ se'n diu atenuació de paradiafonia (αp), i el seu valor el podem expressar com:
{\displaystyle {\alpha _{p}}=20\cdot \log {\frac {V_{1}}{V_{2}}}} (dB)